# ذكريايي (شبانكارة)
ذكريايي (بالفارسية: ذکریایی) هي قرية تقع في إيران في قسم شبانكارة الريفي. يقدر عدد سكانها بـ 650 نسمة بحسب إحصاء 2016.